# Kazimierz Godłowski

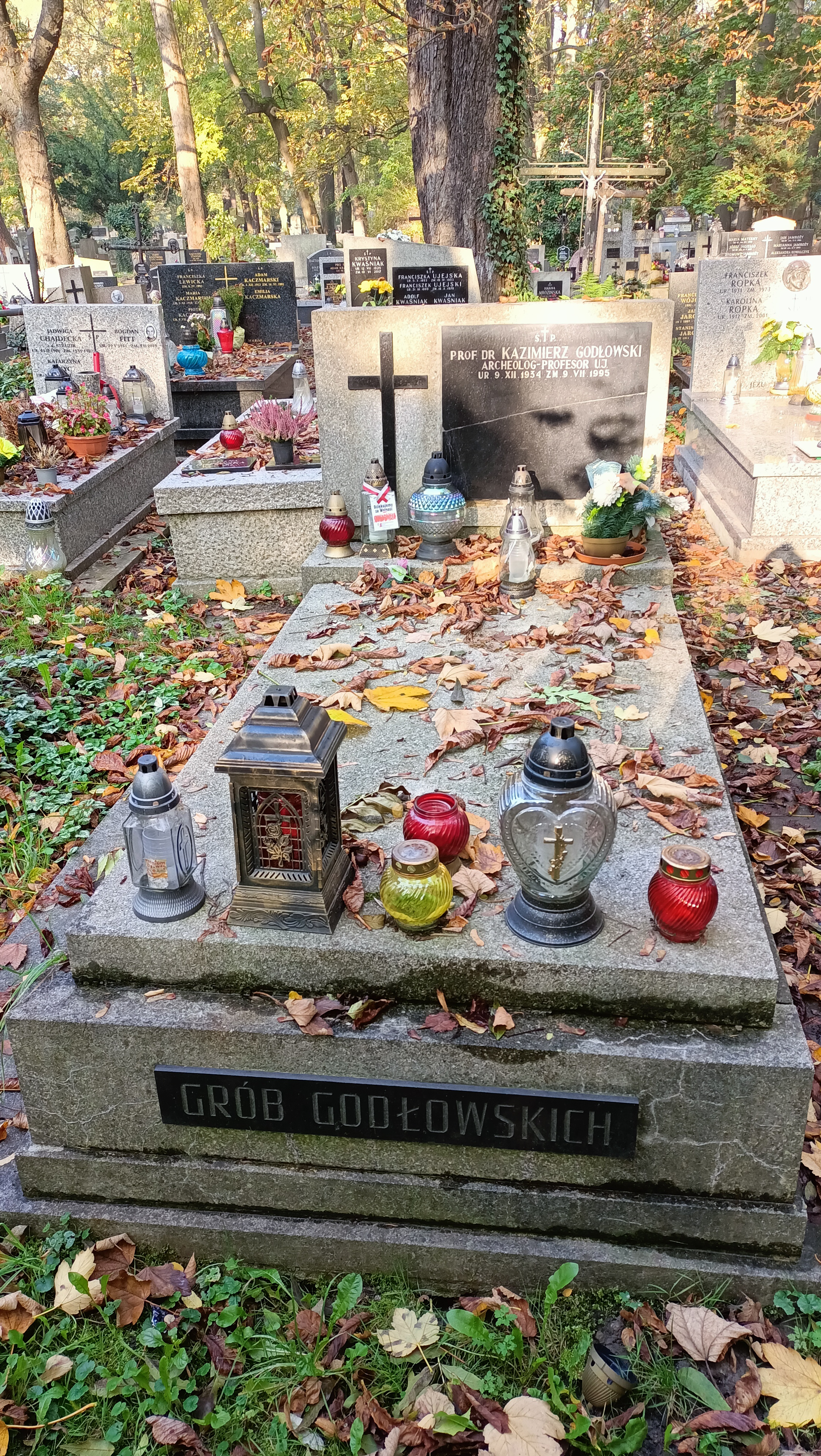
Grób na cmentarzu Rakowickim w Krakowie

Kazimierz Godłowski (ur. 9 grudnia 1934 w Krakowie, zm. 9 lipca 1995 tamże) – polski archeolog i prehistoryk, profesor Uniwersytetu Jagiellońskiego.

## Życiorys
Lata okupacji spędził w Wilnie. Po maturze, w 1951 rozpoczął studia na studium historii kultury materialnej UJ, zakończone w 1955 pracą magisterską, opublikowaną w 1960 pod tytułem Studia nad stosunkami społecznymi w okresach późnolateńskim i rzymskim w dorzeczu Odry i Wisły. Próba interpretacji cmentarzysk. Uczęszczał na wykłady profesora Kazimierza Moszyńskiego, który swoim  sceptycyzmem wobec metody etnicznej wywarł znaczący wpływ na późniejszą pracę prof. Godłowskiego. Po studiach rozpoczął pracę na Katedrze Archeologii UJ. W 1964 uzyskał doktorat na podstawie rozprawy Kultura przeworska na Górnym Śląsku (opublikowana 1969), a w 1969 habilitował się na podstawie pracy The Chronology of the Late Roman and Early Migration Periods in Central Europe (opublikowana 1970). W 1977 uzyskał tytuł profesora nadzwyczajnego, a w 1983 – profesora zwyczajnego.
W okresie 1972–1975 sprawował funkcję prodziekana Wydziału Filozoficzno-Historycznego UJ, 1976–1991 był dyrektorem Instytutu Archeologii UJ, a w 1981–1993 członkiem senatu uczelni. Ponadto był członkiem Polskiej Akademii Umiejętności (od 1991), Niemieckiego Instytutu Archeologicznego (od 1975) i Bawarskiej Akademii Nauk (od 1994). Wchodził w skład Komitetu Nauk Pra- i Protohistorycznych PAN, Rady Naukowej Instytutu Archeologii i Etnologii PAN, Centralnej Komisji do spraw Tytułu Naukowego i Stopni Naukowych, Rady Głównej Szkół Wyższych. Ponadto był ekspertem UNESCO do spraw badań archeologicznych w Karakorum i reprezentował Polskę w programie European Science Foundation „Transformation of the Roman World”.
Został pochowany na cmentarzu Rakowickim w Krakowie. W dziesięciolecie śmierci Kazimierza Godłowskiego, w Collegium Minus – siedzibie Instytutu Archeologii UJ odsłonięto tablicę pamiątkową ku jego czci.

## Dorobek naukowy
Jako archeolog prowadził szereg badań wykopaliskowych, które dostarczały materiału dla jego rozpraw naukowych. Najważniejsze stanowiska archeologiczne, które badał, to cmentarzyska w Żabieńcu koło Częstochowy i Kryspinowie koło Krakowa oraz osada w Jakuszowicach koło Kazimierzy Wielkiej.
Był autorem ok. 200 publikacji naukowych, w tym kilku książek, z których do najważniejszych należą (oprócz wymienionych wyżej) Przemiany osadnicze i kulturowe w południowej i środkowej Polsce w młodszym okresie przedrzymskim i okresie rzymskim (1985) i Z badań nad zagadnieniem rozprzestrzenienia Słowian w V–VII w. n.e. (wydane w 1979 w nakładzie 350 egz.). Spośród artykułów w czasopismach i pracach zbiorowych należy wymienić szereg rozdziałów w 5. tomie „Prahistorii ziem polskich”, współautorstwo pracy Pradzieje i wczesne średniowiecze dorzecza Liswarty (1970), Chronologia okresu późnorzymskiego i wczesnego okresu wędrówek ludów w Polsce północno-wschodniej (Rocznik Białostocki, t. 12: 1974), Okres wędrówek ludów na Pomorzu (Pomorania Antiqua, t. 10: 1981), Prowincje kulturowe strefy środkowoeuropejskiej w młodszym okresie przedrzymskim i w okresie wpływów rzymskich (Problemy kultury wielbarskiej, 1981 – wspólnie z Jerzym Okuliczem), Północni Barbarzyńcy i wojny markomańskie w świetle chronologii (Scripta Archaeologica II, 1982), Der römische Handel in die Germania libera aufgrund der archäologischen Quellen (1985). Większość jego prac dotyczyła problematyki epoki żelaza, szczególnie okresu wpływów rzymskich i wędrówek ludów, przede wszystkim w oparciu o materiały kultury przeworskiej. Osobny, choć ściśle z tymi zagadnieniami powiązany nurt stanowią prace na temat pochodzenia i kierunków ekspansji ludów słowiańskich (patrz niżej).

## Życie prywatne
Był synem Zofii (1906–2002) i Włodzimierza Godłowskiego (1900–1940), lekarza neurologa, docenta UJ, a następnie profesora Uniwersytetu Stefana Batorego, ofiary zbrodni katyńskiej. W latach siedemdziesiątych podjął udaną próbę nielegalnego dotarcia do Katynia, by pomodlić się w miejscu pochówku ojca. Był współzałożycielem Instytutu Katyńskiego, jednym z redaktorów „Biuletynu Katyńskiego” i działaczem Rodzin Katyńskich.
Jego żona Marta także została archeologiem.

## Poglądy
Był zwolennikiem tezy, że nie może być mowy o „tubylczości” Słowian na ziemiach polskich przed początkiem wczesnego średniowiecza, i że „kolebką” – punktem wyjścia dla wędrówek ludów słowiańskich były obszary w górnym dorzeczu Dniepru. Szczegółowa analiza materiałów archeologicznych z okresu wpływów rzymskich w dorzeczu Odry i Wisły doprowadziła go do wniosku, że kultury archeologiczne tego okresu nie mogą być traktowane jako podłoże dla zjawisk rozwijających się na tym samym terenie we wczesnym średniowieczu. M.in. dzięki wypracowaniu precyzyjnego systemu chronologii zabytków z późnego okresu rzymskiego i wczesnego okresu wędrówek ludów uznał, że nie można mówić o ciągłości kulturowej i osadniczej od okresu wpływów rzymskich do wczesnego średniowiecza. Możliwe jest natomiast jego zdaniem wywodzenie słowiańskich kultur najwcześniejszego średniowiecza (prasko-korczackiej, pieńkowskiej i kołoczyńskiej) ze środowiska kultury kijowskiej, rozwijającej się w okresie wpływów rzymskich na obszarze górnego dorzecza Dniepru. Chronologię ekspansji Słowian z tej kolebki na południe i zachód można według Godłowskiego odczytywać pośrednio w oparciu o sekwencję zaniku kultur okresu poprzedniego: najwcześniej zanikałaby kultura czerniachowska na Ukrainie, nieco później kultura przeworska w południowej i środkowej Polsce, jeszcze później kultury na Pomorzu i kultury w dorzeczu Łaby – na wszystkich tych terenach, jak wiadomo z archeologii i źródeł pisanych, w następnych wiekach zamieszkiwali Słowianie. Zdaniem K. Godłowskiego o obecności Słowian na ziemiach polskich można zatem mówić najwcześniej w drugiej połowie V wieku.